# Centaurea aetaliae
Centaurea aetaliae — вид квіткових рослин айстрових (Asteraceae). Батьківщиною цього виду є Італія (Ельба). У Червоній книзі Італії має статус EN.
Лектотип голий і демонструє перисторозсічені листя з лінійними частками; квіткова голова невелика (діаметр 4–5 мм, обвивні приквітки коротко війчасті).